# Ratner
Ratner je priimek več oseb:
- Gerald Irving Ratner, britanski poslovnež
- Josif Markovič Ratner, sovjetski general